# Liste der Klassischen Philologen an der Georg-August-Universität Göttingen
Die Klassischen Philologen an der Georg-August-Universität Göttingen lehren seit der Gründung des Philologischen Seminars unter Johann Matthias Gesner 1734 die Fächer der Altertumswissenschaft, besonders Latinistik und Gräzistik.

## Geschichte
In Göttingen ging die Klassische Philologie wie an vielen anderen Universitäten aus einem Lehrstuhl für Poesie und Eloquenz (professio poeseos et eloquentiae) hervor, den zuerst Johann Matthias Gesner innehatte. Mit dieser Professur verbunden war die Leitung des Philologischen Seminars, das Gesner 1734 in Göttingen gegründet hatte. Diese Einrichtung, die der wissenschaftlichen Lehrerausbildung diente, wurde in den nächsten Jahrzehnten zum Vorbild für ähnliche Einrichtungen. Gesner leitete das Seminar bis zu seinem Tod (1761).
Gesners Nachfolger wurde 1763 Christian Gottlob Heyne, der sich aus bescheidenen Verhältnissen durch fleißige Forschungsarbeit emporgearbeitet hatte. Ein halbes Jahrhundert lang prägte er das wissenschaftliche Leben in Göttingen. Er stand mit berühmten Zeitgenossen in Kontakt (besonders Johann Joachim Winckelmann) und leitete die Herausbildung der Klassischen Altertumswissenschaft in die Wege, die durch seine Schüler Friedrich August Wolf, Wilhelm von Humboldt und August Wilhelm Schlegel weiterentwickelt wurde. Das Anwachsen der Studentenzahl hatte mehrere Reformen der Seminarstatuten und die Schaffung neuer Lehrstellen zur Folge.
In der Zeit nach Heynes Tod wurden mehrere Ordinarien und Extraordinarien für die Fächer eingerichtet, die im 20. Jahrhundert in drei sukzessive besetzte Lehrstühle mündeten. Der gegen den Widerstand fast des gesamten Kollegiums (mit Ausnahme von Hermann Sauppe) 1883 aus Greifswald berufene Ulrich von Wilamowitz-Moellendorff regte die Berufung zahlreicher Wissenschaftler an, darunter Wilhelm Meyer, Friedrich Leo und Georg Kaibel. In den 1920er-Jahren gab es in Göttingen drei ordentliche Lehrstühle und ein planmäßiges Extraordinariat für Klassische Philologie.
Während der Zeit des Nationalsozialismus wurde er Lehrstuhlinhaber Kurt Latte wegen seiner jüdischen Herkunft zwangsweise in den Ruhestand versetzt; der emeritierte Max Pohlenz wurde an der Abhaltung von Lehrveranstaltungen gehindert. Beide Lehrstühle (der dritte war 1929 aufgegeben worden) wurden mit profilierten Nationalsozialisten besetzt, Karl Deichgräber und Hans Drexler, der von 1943 bis 1945 als Rektor der Universität fungierte.
Nach dem Ende des Zweiten Weltkriegs wurden Deichgräber und Drexler in den Ruhestand versetzt. Drexler hielt keine Lehrveranstaltungen mehr, Deichgräber wurde 1951 zum Professor zur Wiederverwendung ernannt und 1958 (nach der endgültigen Emeritierung Lattes) wieder als Lehrstuhlinhaber eingesetzt. In den Nachkriegsjahrzehnten bestanden wieder drei Lehrstühle für Klassische Philologie. Das Fach wurde von langjährigen Vertretern geprägt, darunter Wolf-Hartmut Friedrich, Will Richter, Klaus Nickau, Ulrich Schindel und Carl Joachim Classen.
Das Seminar wurde 1921 mit der Alten Geschichte zum Institut für Altertumskunde vereinigt, seit der erneuten Trennung 1962 heißt es Institut (Seminar) für Klassische Philologie. Seit den 1950er-Jahren bestehen am Seminar drei ordentliche Lehrstühle, die über jeweils eine Mitarbeiter- bzw. Assistentenstelle verfügen; zusätzlich sind zwei Akademische Räte, zwei Lehrkräfte für besondere Aufgaben und verschiedene Lehrbeauftragte am Seminar tätig.

## Liste der Klassischen Philologen
Angegeben ist in der ersten Spalte der Name der Person und ihre Lebensdaten, in der zweiten Spalte wird der Eintritt in die Universität angegeben, in der dritten Spalte das Ausscheiden. Spalte vier nennt die höchste an der Universität Göttingen erreichte Position. An anderen Universitäten kann der entsprechende Dozent eine noch weitergehende wissenschaftliche Karriere gemacht haben. Die nächste Spalte nennt Besonderheiten, den Werdegang oder andere Angaben in Bezug auf die Universität oder das Seminar. In der letzten Spalte stehen Bilder der Dozenten, was jedoch derzeit aufgrund der Bildrechte schwer ist.
| Wissenschaftler                                | von       | bis       | Funktionen                       | Bemerkungen | Bild |
| ---------------------------------------------- | --------- | --------- | -------------------------------- | --- | ---- |
| Johann Matthias Gesner (1691–1761)             | 1734      | 1761      | Ordinarius                       | Professor eloquentiae et poeseos, vorher Rektor der Leipziger Thomasschule, befreundet mit Johann Sebastian Bach; leitete die Universitätsbibliothek, verfasste die Schulordnung des Herzogtums Braunschweig-Lüneburg und den Novus Linguae Et Eruditionis Romanae Thesaurus           |      |
| Christoph August Heumann (1681–1764)           | 1734      | 1764      | Ordinarius                       | Professor für Literaturgeschichte, ab 1745 auch Ordinarius für Theologie, hielt lateinische Veranstaltungen ab |      |
| Christian Adolph Klotz (1738–1771)             | 1762      | 1765      | Ordinarius                       | Professor für Literaturgeschichte, 1763 Ordinarius; 1765 Professor für Philosophie und Beredsamkeit in Halle |      |
| Jeremias Nicolaus Eyring (1739–1803)           | 1763      | 1803      | Ordinarius                       | Gesner-Schüler, zugleich tätig an der Stadtschule und Universitätsbibliothek; Privatdozent, 1773 außerordentlicher Professor der Philosophie, 1780 Ordinarius für Hebräisch und alttestamentliche Exegese; hielt Vorlesungen (privatissime) über griechische und lateinische Literatur |      |
| Christian Gottlob Heyne (1729–1812)            | 1763      | 1812      | Ordinarius                       | Nachfolger Gesners als Professor der Poesie und Beredsamkeit und Leiter der Bibliothek; durch seine Lehr- und Forschungstätigkeit sowie seine zahlreichen Schüler (besonders Friedrich August Wolf) Begründer der modernen Altertumswissenschaft                                       |      |
| Arnold Heeren (1760–1842)                      | 1784      | 1842      | Ordinarius                       | Privatdozent, 1787 Extraordinarius, 1794 Ordinarius der Philosophie, 1799 der Geschichte |      |
| Christoph Wilhelm Mitscherlich (1760–1854)     | 1785      | 1854      | Ordinarius                       | 1785 Extraordinarius, 1794 Ordinarius, 1809–1835 als Nachfolger Heynes professor eloquentiae, hielt Vorlesungen bis zum Wintersemester 1853 |      |
| Immanuel Gottlieb Huschke (1761–1828)          | 1802      | 1806      | Privatdozent                     | wechselte als Ordinarius nach Rostock |      |
| Friedrich Thiersch (1784–1860)                 | 1808      | 1809      | Privatdozent                     | Heyne-Schüler, nachmaliger Praeceptor Bavariae; wechselte nach München |      |
| Ernst Karl Friedrich Wunderlich (1783–1816)    | 1808      | 1816      | Extraordinarius                  | verfasste Schultextausgaben in Heynes Tradition |      |
| Ernst Schulze (1789–1817)                      | 1812      | 1817      | Privatdozent                     | Heyne-Schüler; Dichter der Romantik, vernachlässigte das Lehramt und starb früh in Celle |      |
| Gottfried Seebode (1792–1868)                  | 1812      | 1813      | Privatdozent                     | wechselte als Rektor, später Direktor an das Gymnasium Andreanum Hildesheim; Herausgeber des Archivs für Philologie und Pädagogik sowie von Schultextausgaben und Wörterbüchern |      |
| Georg Ludolf Dissen (1784–1837)                | 1813      | 1837      | Ordinarius                       | 1813 Extraordinarius, 1817 Ordinarius; 1835 professor eloquentiae; langjähriger Vorsteher des Seminars, legte grundlegende Editionen zu Pindar und Tibull vor |      |
| Friedrich Gottlieb Welcker (1784–1868)         | 1816      | 1819      | Ordinarius                       | Archäologe und Philologie; erforschte griechische Lyrik, Mythologie und den Epischen Zyklus; wechselte nach Bonn |      |
| Karl Otfried Müller (1797–1840)                | 1819      | 1840      | Ordinarius                       | Extraordinarius, 1823 Ordinarius, 1835 professor eloquentiae; gilt als Begründer der Fächer Klassische Archäologie und Alte Geschichte |      |
| Karl Ferdinand Ranke (1802–1876)               | 1841      | 1842      | Ordinarius                       | Leiter des Göttinger Gymnasiums; Interims-Nachfolger von Müller |      |
| Karl Hoeck (1794–1877)                         | 1818      | 1875      | Ordinarius                       | Privatdozent, 1823 Extraordinarius, 1831 Ordinarius; seit 1845 Direktor der Bibliothek; lehrte vor allem Alte Geschichte |      |
| Heinrich Albert Lion (1796–1867)               | 1819      | 1826      | Assessor                         | Herausgeber verschiedener lateinischer Autoren; später Korrektor und Assessor an der Philosophischen Fakultät |      |
| Friedrich Lachmann (1800–1828)                 | 1822      | 1828      | Privatdozent                     | Bruder von Karl Lachmann, Livius-Forscher, zugleich Lehrer am Göttinger Gymnasium und Assistent an der Universitätsbibliothek |      |
| Georg Heinrich Bode (1802–1846)                | 1828      | 1846      | Assessor                         | Assessor der philosophischen Fakultät und Akzessist der Universitätsbibliothek; beschäftigte sich mit der griechischen und lateinischen Literatur, verfasste eine Geschichte der Hellenischen Dichtkunst                                                                               |      |
| Ernst von Leutsch (1808–1887)                  | 1831      | 1887      | Ordinarius                       | Privatdozent, 1837 Extraordinarius; 1842 auf Wirken K. F. Hermanns Ordinarius; Herausgeber der Zeitschrift Philologus |      |
| August Bernhard Krische (1809–1848)            | 1833      | 1848      | Extraordinarius                  | Privatdozent und Assessor der philosophischen Fakultät, 1842 außerordentlicher Professor; Spezialist für antike Philosophie |      |
| Friedrich Wilhelm Schneidewin (1810–1856)      | 1836      | 1856      | Ordinarius                       | Privatdozent, 1837 Extraordinarius; 1842 auf Wirken K. F. Hermanns Ordinarius |      |
| Karl Friedrich Hermann (1804–1855)             | 1842      | 1855      | Ordinarius                       | Nachfolger Müllers, Philologe, Historiker und Archäologe; verfasste Schriften zur Kulturgeschichte, Altertümern, Philosophie und Geschichte |      |
| Ludwig Lange (1825–1885)                       | 1849      | 1855      | Extraordinarius                  | nach der Habilitation erst Bibliotheks-Accessist, 1850 Assessor, 1853 außerordentlicher Professor; wechselte als Ordinarius nach Prag |      |
| Ernst Curtius (1814–1896)                      | 1856      | 1868      | Ordinarius                       | Professor für Philologie und Archäologie; wechselte nach Berlin |      |
| Leo Meyer (1830–1910)                          | 1856 1899 | 1865 1910 | Extraordinarius Honorarprofessor | Privatdozent für Deutsch, Sanskrit, Griechisch und Latein, 1862 außerordentlicher Professor; wechselte nach Dorpat; kehrte von dort 1899 als Honorarprofessor für vergleichende Grammatik der indogermanischen Sprachen zurück                                                         |      |
| Hermann Sauppe (1809–1893)                     | 1856      | 1893      | Ordinarius                       | Nachfolger Karl Friedrich Hermanns; Philologe, Pädagoge und Textkritiker; Sekretär der Göttinger Akademie der Wissenschaften |      |
| Kurt Wachsmuth (1837–1905)                     | 1869      | 1877      | Ordinarius                       | Nachfolger von Curtius, Professor für Philologie, Geschichte und Archäologie |      |
| August Wilmanns (1833–1917)                    | 1875      | 1886      | Ordinarius                       | kaum Lehr- und Publikationstätigkeit; Direktor der Bibliothek |      |
| Karl Dilthey (1839–1907)                       | 1878      | 1907      | Ordinarius                       | Nachfolger Wachsmuths; Archäologe und Philologe; 1889 nomineller Nachfolger Friedrich Wieselers auf dem Lehrstuhl für Archäologie |      |
| Ivo Bruns (1853–1901)                          | 1880      | 1886      | Extraordinarius                  | Platon- und Aristotelesforscher, 1880 Habilitation in Göttingen, 1884 außerordentlicher Professor; wechselte nach Kiel |      |
| Ulrich von Wilamowitz-Moellendorff (1848–1931) | 1883      | 1897      | Ordinarius                       | Philologe, lehrte auch Alte Geschichte; Verfasser zahlreicher grundlegender Werke, Sekretär der Göttinger Akademie der Wissenschaften |      |
| Wilhelm Meyer (1845–1917)                      | 1886      | 1917      | Ordinarius                       | Mittellateiner, „Wilhelm Meyer aus Speyer“; katalogisierte von 1889 bis 1895 die Bestände der Göttinger Universitätsbibliothek |      |
| Friedrich Leo (1851–1914)                      | 1889      | 1914      | Ordinarius                       | Latinist; legte grundlegende Forschungen zu den Tragödien Senecas und den Komödien des Plautus vor |      |
| Wilhelm Schulze (1863–1935)                    | 1889      | 1902      | Ordinarius                       | Professor für Indogermanistik, Spezialist für Sprache und Metrik der griechischen Epik und lateinische Personennamen |      |
| Alfred Gercke (1860–1922)                      | 1890      | 1893      | Privatdozent                     | habilitierte sich bei Ulrich von Wilamowitz-Moellendorff; wechselte 1893 als Lehrstuhlvertreter nach Königsberg |      |
| Georg Wentzel (1862–1919)                      | 1895      | 1902      | Privatdozent                     | Wilamowitz-Schüler, vertrat im Wintersemester 1901/1902 den verstorbenen Georg Kaibel; wechselte 1902 als außerordentlicher Professor nach Berlin |      |
| Georg Kaibel (1849–1901)                       | 1897      | 1901      | Ordinarius                       | Nachfolger von Wilamowitz; Gräzist, Komödienforscher |      |
| Eduard Schwartz (1858–1940)                    | 1902      | 1909      | Ordinarius                       | Nachfolger Kaibels; berühmter Literaturhistoriker, Mitglied zahlreicher Akademien |      |
| Anton Viertel (1841–1912)                      | 1902      | 1912      | Honorarprofessor                 | Leiter des Göttinger Gymnasiums; hielt Lehrveranstaltungen im Bereich der Pädagogik und Didaktik ab, besonders über die Technik des höheren Schulunterrichts |      |
| Max Pohlenz (1872–1962)                        | 1906      | 1962      | Ordinarius                       | 1909 persönlicher Ordinarius, 1916 Nachfolger Wendlands, 1937 emeritiert; von 1947 bis zu seinem Tod weitere Lehrtätigkeit |      |
| Paul Wendland (1864–1915)                      | 1909      | 1915      | Ordinarius                       | Nachfolger von Schwartz; beschäftigte sich mit der hellenistischen und frühchristlichen Literatur |      |
| Hermann Schultz (1881–1915)                    | 1910      | 1914      | Privatdozent                     | Spezialist für griechische Literatur, Schüler von Eduard Schwartz und Ulrich von Wilamowitz-Moellendorff; fiel im Ersten Weltkrieg |      |
| Giorgio Pasquali (1885–1952)                   | 1912      | 1915      | Extraordinarius                  | berühmter Textkritiker und Fachtheoretiker |      |
| Richard Reitzenstein (1861–1931)               | 1914      | 1928      | Ordinarius                       | Nachfolger Leos; behandelte die Zusammenhänge zwischen paganer und christlicher Literatur |      |
| Günther Jachmann (1887–1979)                   | 1919      | 1922      | Ordinarius                       | 1917 Extraordinarius, nach einem Jahr in Dorpat Ordinarius in Göttingen; wechselte nach Basel |      |
| Friedrich Focke (1890–1970)                    | 1919      | 1923      | Oberassistent                    | wechselte als Privatdozent nach Breslau; später Professor in Tübingen |      |
| Hermann Fränkel (1888–1977)                    | 1922      | 1935      | außerplanmäßiger Professor       | Oberassistent, später apl. Prof. in Göttingen; 1935 über England in die USA emigriert |      |
| Wilhelm Baehrens (1885–1929)                   | 1922      | 1929      | Ordinarius                       | Nachfolger Jachmanns; nach seinem Tod blieb das Ordinariat unbesetzt |      |
| Eduard Fraenkel (1888–1970)                    | 1928      | 1931      | Ordinarius                       | Nachfolger Reitzensteins, erster Ordinarius jüdischer Abstammung nach Leo; emigrierte 1934 nach England |      |
| Kurt Latte (1891–1964)                         | 1931      | 1957      | Ordinarius                       | Nachfolger Fraenkels, 1935 zwangsemeritiert; 1945 erneut Ordinarius |      |
| Hans Walther (1884–1971)                       | 1932      | 1971      | außerplanmäßiger Professor       | 1932 habilitiert, 1942 außerplanmäßiger Professor; Editor und Verfasser von Initien-Verzeichnissen; bis 1949 hauptamtlich im Schuldienst |      |
| Ulrich Knoche (1902–1968)                      | 1935      | 1939      | Extraordinarius                  | Oberassistent, 1937 Extraordinarius; wechselte nach Hamburg |      |
| Werner Kappler (1902–1944)                     | 1936      | 1941      | Lehrbeauftragter                 | Septuaginta-Forscher, 1937 habilitiert, aber erst 1938 Erteilung der venia legendi; fiel im Zweiten Weltkrieg |      |
| Karl Deichgräber (1903–1984)                   | 1938      | 1968      | Ordinarius                       | Nachfolger von Pohlenz, 1946 entlassen, 1951 Professor zur Wiederverwendung, 1957 Ordinarius als Nachfolger von Latte |      |
| Karl Büchner (1910–1981)                       | 1939      | 1939      | Lehrstuhlvertreter               | Spezialist für lateinische Dichtung, Philosophie und Geschichtsschreibung; wurde zum Kriegsdienst einbezogen; ging 1943 als Professor nach Freiburg |      |
| Hans Drexler (1895–1984)                       | 1940      | 1945      | Ordinarius                       | Nachfolger Lattes, Anhänger der NSDAP; 1945 emeritiert und aus der Göttinger Akademie ausgestoßen; sein Nachfolger wurde wiederum Latte |      |
| Werner Hartke (1907–1993)                      | 1945      | 1948      | Oberassistent                    | zuvor Ordinarius in Königsberg; wechselte nach Rostock, später nach Berlin (HU) |      |
| Ludolf Malten (1879–1969)                      | 1945      | 1958      | Ordinarius                       | persönlicher Ordinarius, dessen Professur nach seiner Emeritierung zum dritten regulären Ordinariat umgestaltet wurde |      |
| Walther Abel (1906–1987)                       | 1946      | 1948      | Wissenschaftlicher Hilfsarbeiter | Schüler von Wilamowitz und Norden, zuvor Bibliotheksrat in Berlin; wechselte als Gymnasiallehrer nach Berlin |      |
| Konrat Ziegler (1884–1974)                     | 1946      | 1958      | Ordinarius                       | Lehrbeauftragter, 1950 Honorarprofessor, 1965 Emeritus; Plutarch-Forscher und Herausgeber von Paulys Realencyclopädie der classischen Altertumswissenschaft |      |
| Walter F. Otto (1874–1958)                     | 1946      | 1947      | Lehrstuhlvertreter               | vertrat den Lehrstuhl Deichgräbers |      |
| Albrecht Dihle (1923–2020)                     | 1948      | 1958      | außerplanmäßiger Professor       | Assistent, 1950 habilitiert und Oberassistent, 1956 außerplanmäßiger Professor; wechselte nach Köln, später nach Heidelberg |      |
| Wolf-Hartmut Friedrich (1907–2000)             | 1948      | 1972      | Ordinarius                       | Nachfolger Ottos, forschte über griechische Epik und Lyrik |      |
| Heinrich Dörrie (1911–1983)                    | 1954      | 1957      | Oberassistent                    | bereits 1944 berufen; bis 1953 in Kriegsgefangenschaft, vertreten durch Werner Hartke und Albrecht Dihle; wechselte nach Saarbrücken, später nach Münster |      |
| Erich Reitzenstein (1897–1976)                 | 1959      | 1959      | Lehrstuhlvertreter               | vertrat die Professur Friedrich Fockes; wechselte nach Mainz |      |
| Will Richter (1910–1984)                       | 1959      | 1975      | Ordinarius                       | Nachfolger Maltens, Latinist |      |
| Hans Gärtner (1934–2014)                       | 1960      | 1971      | Oberassistent                    | Spezialist für griechische Fachschriftstellerei und Medizin; Assistent bei Deichgräber, später Oberassistent, 1970 habilitiert; wechselte nach Regensburg |      |
| Ernst Heitsch (1928–2019)                      | 1960      | 1967      | außerplanmäßiger Professor       | bis 1966 Privatdozent; wechselte nach Regensburg |      |
| Carl Joachim Classen (1928–2013)               | 1960 1973 | 1966 1993 | Privatdozent Ordinarius          | Nachfolger Friedrichs, Spezialist für antike Rhetorik, Philosophie, Satire und Geschichtsschreibung |      |
| Jürgen Mau (1916–2007)                         | 1961      | 1981      | Akademischer Oberrat             | aus Berlin; Akademischer Rat, 1970 Oberrat; EDV-Spezialist |      |
| Eckart Mensching (1936–2007)                   | 1963      | 1970      | Oberassistent                    | Beschäftigte sich mit römischen Historikern; 1969 umhabilitiert und zum Oberassistenten befördert; wechselte an die TU Berlin |      |
| Paul Gerhard Schmidt (1937–2010)               | 1964      | 1978      | Privatdozent                     | Neubegründer der Mittellateinischen Philologie an der Universität Göttingen, 1970 habilitiert; wechselte 1978 als Ordinarius seines Faches nach Marburg, 1989 nach Freiburg im Breisgau                                                                                                |      |
| Rolf Heine (1937–2018)                         | 1968      | 2017      | Akademischer Oberrat             | Spezialist für griechische und lateinische Grammatik und Stilistik, ab 2007 Lehrbeauftragter |      |
| Alexander Sideras (1935–2019)                  | 1968      | 2006      | außerplanmäßiger Professor       | Lehrbeauftragter für Neugriechische Philologie, 1984 Akademischer Oberrat für Byzantinistik und Neogräzistik, später apl. Prof. |      |
| Wolfram Ax (1944–2020)                         | 1970      | 1993      | Professor                        | Assistent, 1984 C2-Professor, wechselte nach Düsseldorf, später nach Köln |      |
| Klaus Nickau (* 1934)                          | 1970      | 2000      | Ordinarius                       | Nachfolger Deichgräbers; Gräzistik, Experte für das Ammonios-Lexikon und Zenodot von Ephesos |      |
| Frank Regen (1939–2010)                        | 1972      | 2004      | Akademischer Oberrat             | Spezialist der kaiserzeitlichen Philosophie (Apuleius, Boëthius, Plotin) |      |
| Wolfgang Fauth (1924–2020)                     | 1973      | 1989      | außerplanmäßiger Professor       | Lehrer am Max-Planck-Gymnasium; 1973 Privatdozent, 1976 außerplanmäßiger Professor für Klassische Philologie unter besonderer Berücksichtigung von Mythologie |      |
| Ulrich Schindel (1935–2025)                    | 1976      | 2003      | Ordinarius                       | Nachfolger Richters, Spezialist für antike Rhetorik und Grammatik |      |
| Fidel Rädle (1935–2021)                        | 1981      | 2000      | Ordinarius                       | Professor für Lateinische Philologie des Mittelalters und der Frühen Neuzeit |      |
| Meinolf Vielberg (* 1958)                      | 1987      | 1992      | Wissenschaftlicher Assistent     | Wissenschaftlicher Assistent und Akademischer Rat auf Zeit, 1991 habilitiert; wechselte nach Düsseldorf |      |
| Gerrit Kloss (* 1961)                          | 1989      | 2000      | wissenschaftlicher Assistent     | Promotion 1992, Habilitation 1999; seit 1994 wissenschaftlicher Assistent, seit 2003 Ordinarius in Heidelberg |      |
| Hans Bernsdorff (* 1965)                       | 1990      | 2002      | Oberassistent                    | Promotion 1990, Habilitation 1997; vertrat im Sommersemester 2000 den Lehrstuhl von Klaus Nickau, seit 2003 Ordinarius in Frankfurt |      |
| Siegmar Döpp (* 1941)                          | 1995      | 2007      | Ordinarius                       | Nachfolger Classens, Kenner der römischen Literatur von der Klassik bis zur Spätantike |      |
| Marcus Deufert (* 1970)                        | 1995      | 2002      | Oberassistent                    | Habilitation 2001; Oktober 2001 Oberassistent; wechselte als Ordinarius nach Leipzig |      |
| Rainer Nickel (* 1940)                         | 1999      | 2004      | Lehrbeauftragter                 | Schulleiter des Max-Planck-Gymnasiums, bekannter Fachdidaktiker |      |
| Heinz-Günther Nesselrath (* 1957)              | 2001      |           | Ordinarius                       | Nachfolger Nickaus; Gräzist, Spezialist für griechisches Drama, Philosophie und Sophistik |      |
| Thomas Haye (* 1966)                           | 2002      |           | Ordinarius                       | Nachfolger Rädles |      |
| Peter Kuhlmann (* 1965)                        | 2004      |           | Ordinarius                       | Nachfolger Schindels; Professor für Latinistik und Fachdidaktik der Alten Sprachen |      |
| Markus Stein (* 1962)                          | 2004      | 2005      | Lehrkraft für besondere Aufgaben | Spezialist für griechische Philosophie, Spätantike und Kirchengeschichte; wechselte nach Düsseldorf |      |
| Sibylle Ihm (* 1965)                           | 2005      | 2012      | außerplanmäßige Professorin      | Lehrkraft für besondere Aufgaben, 2010 apl. Prof.; Spezialistin für Patristik und Florilegienliteratur |      |
| Ulrike Egelhaaf-Gaiser (* 1967)                | 2007      |           | Ordinaria                        | Nachfolgerin Döpps (bis 2008 Lehrstuhlvertreterin), Literaturwissenschaftlerin |      |
| Christian Zgoll (* 1969)                       | 2008      |           | Privatdozent                     | Wissenschaftlicher Mitarbeiter und Lehrbeauftragter, 2017 habilitiert, seit 2018 zusätzlich Lehrbeauftragter für Hethitisch; Spezialist für lateinische Dichtung der augusteischen Zeit, lateinische Prosodie und Metrik, transmediale Analyse, Komparatistik und Mythologie           |      |
| Wytse Hette Keulen (* 1968)                    | 2018      |           | Privatdozent                     | Wissenschaftlicher Mitarbeiter im DFG-Projekt Scriptae imagines: Fronto’s correspondence as dialogue and portrayal |      |